# Diga del Leni
La diga del Leni è uno sbarramento artificiale situato in territorio di Villacidro, provincia del Medio Campidano. Realizzata per scopi agricoli e idropotabili sull'omonimo corso d'acqua, genera il lago di Montimannu.
La diga, edificata tra il 1976 e il 1987 su progetto degli ingegneri Giuseppe Manca, Roberto Binaghi e Federico Castia e collaudata il 30 gennaio 2005, è del tipo in materiali sciolti con manto di tenuta di materiali artificiali. Ha un'altezza di 54,90 metri, calcolata tra quota coronamento e punto più basso del piano di fondazione, e sviluppa un coronamento di 660 metri a 252,50 metri s.l.m.

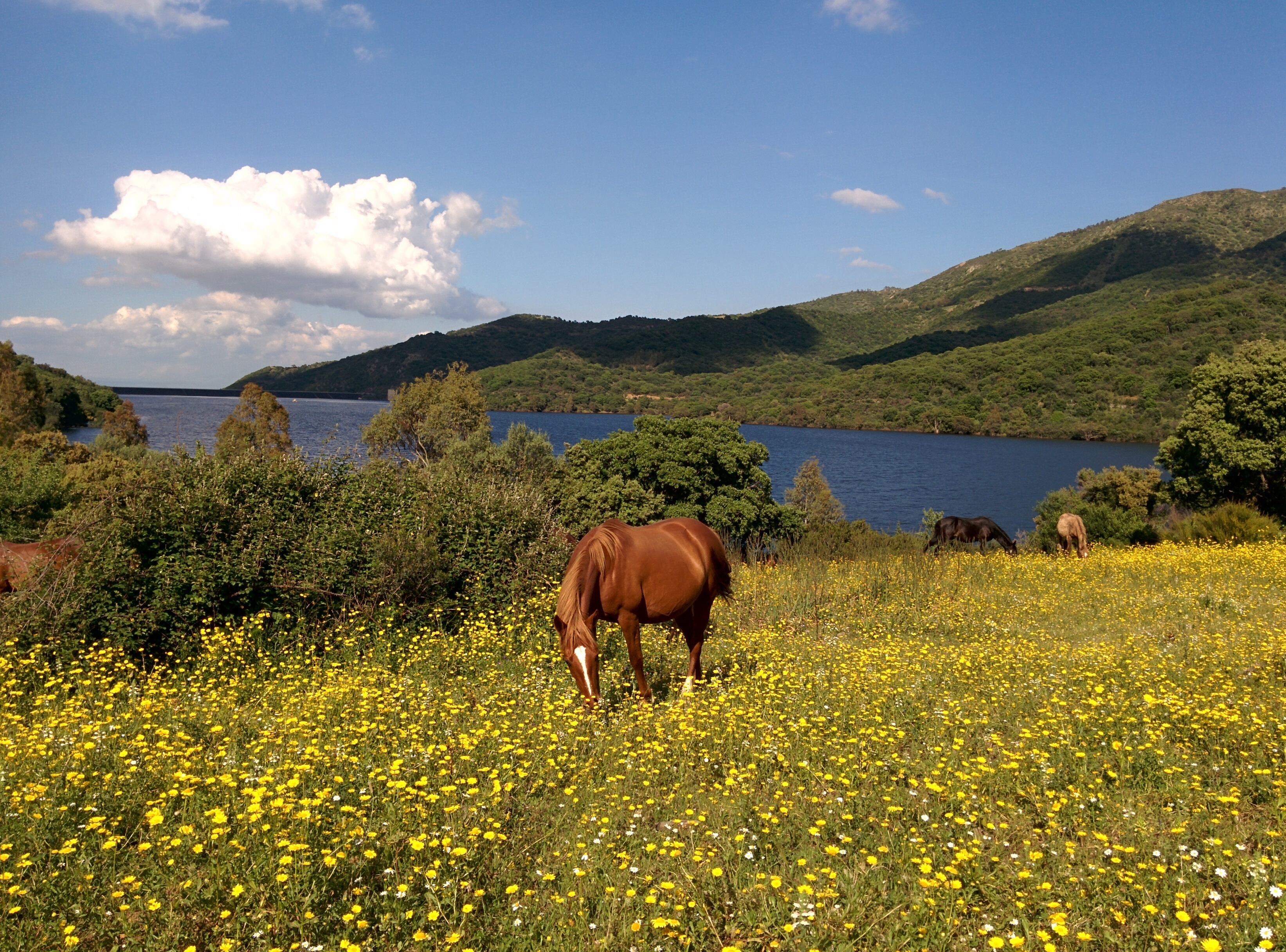
Lago del Leni, versante sud-ovest

Alla quota di massimo invaso, prevista a m 250,57 s.l.m., il bacino generato dalla diga ha una superficie dello specchio liquido di circa 1,450 km² mentre il suo volume totale è calcolato in 28,90 milioni di m³. La superficie del bacino imbrifero direttamente sotteso risulta pari a 74 km².
L'impianto, di proprietà della Regione Sardegna, fa parte del sistema idrico multisettoriale regionale ed è gestito dall'Ente acque della Sardegna.